# Kevin Richardson (Fußballspieler)
Kevin Richardson (* 4. Dezember 1962 in Newcastle upon Tyne) ist ein ehemaliger englischer Fußballspieler. Der Mittelfeldspieler gewann zur Mitte der 1980er-Jahre mit dem FC Everton je einmal den FA Cup, die englische Meisterschaft und den Europapokal der Pokalsieger, bevor er auch bei seinen späteren Vereinsstationen erfolgreich für den FC Arsenal (Meister 1989) und Aston Villa (Ligapokalsieger 1994) aktiv war. Gleichsam stand er häufig im Schatten prominenterer Mittelfeldspieler, war aber besonders mit seiner Zweikampfstärke und als Eckball- und Freistoßschütze ein wertvoller Bestandteil seiner jeweiligen Mannschaft.

## Sportlicher Werdegang

### FC Everton (1980–1986)
Im Juli 1978 begann der aus dem nordostenglischen Newcastle stammende Richardson seine fußballerische Laufbahn in der Jugendabteilung des FC Everton und kurz nach seinem 18. Geburtstag unterzeichnete er im Dezember 1980 seinen ersten Profivertrag bei den „Toffees“. Nach seinem Ligadebüt bei der 1:2-Heimniederlage am 21. November 1981 gegen den AFC Sunderland war er nach dem Jahreswechsel 1981/82 erstmals eine feste Größe im defensiven Mittelfeld. Knapp zwei Jahre später stand er sowohl im Ligapokal als auch im FA Cup in der Finalmannschaft des FC Everton und während er im Ligapokal nach zwei Partien inklusive Wiederholungsspiel dem FC Liverpool unterlag, errang er mit einem 2:0 im FA-Cup-Endspiel gegen den FC Watford seinen ersten Titel. Über den Status eines Ergänzungsspielers kam er im Normalfall jedoch nicht hinaus und so blieb ihm aufgrund der von Paul Bracewell und Peter Reid dominierten Mittelfeldzentrale zumeist nur die Rolle auf der linken Seite als gelegentlicher Ersatz für Kevin Sheedy. Als der FC Everton 1985 die englische Meisterschaft gewann, steuerte Richardson dazu immerhin 14 Ligaeinsätze bei, was für den Erhalt einer offiziellen Medaille ausreichte. Dazu siegte er mit dem Team im selben Jahr im Europapokal der Pokalsieger und obwohl er beim 3:1-Endspielsieg gegen Rapid Wien nicht mit von der Partie war, war er in den vorherigen Runden häufiger zum Einsatz gekommen – besonders ist sein Beitrag zum 3:1-Erfolg im Halbfinalrückspiel gegen den FC Bayern München zu nennen. Mehr als ein Jahr später wechselte er schließlich im September 1986 zum Erstligakonkurrenten FC Watford.

### Über Watford zum FC Arsenal (1986–1990)
In Watford war Richardson endlich Stammspieler, der mit konstanten Darbietungen zu überzeugen wusste. Eine davon fand in der sechsten Hauptrunde des FA Cups statt, in der er beim 3:1-Sieg gegen den FC Arsenal derart auftrumpfte, dass ihn der Gegner im folgenden Sommer 1987 unter Vertrag nahm. Bei den „Gunners“ war er mit seiner Zweikampfstärke und Ausdauer auf Anhieb ein von Trainer George Graham bevorzugter zentraler Mittelfeldspieler, der zudem bei Bedarf Graham Rix auf der linken Seite vertrat. Er war Teil der Mannschaft, die mit 14 aufeinander folgenden Siegen den eigenen Vereinsrekord brach und in der Saison 1988/89 gewann er seine zweite englische Meisterschaft. Zum Erfolg trug er 34 Einsätze bei und das einzige Saisontor gelang ihm im Januar 1989 gegen den Ex-Klub aus Everton. Auch beim historischen 2:0-Sieg gegen den FC Liverpool, der in letzter Sekunde den Meistertitel einbrachte, hatte er auf dem Spielfeld gestanden und vor der letzten Angriffsaktion den Ball von John Barnes erobert. Auch in den ersten 31 Meisterschaftsbegegnungen der Saison 1989/90 stand Richardson in der Startelf, bevor diese Serie von einer Verletzung unterbrochen wurde. Da anschließend Paul Davis in die Mannschaft zurückkehrte und mit dem talentierten David Hillier neue Konkurrenz im Mittelfeld entstand, ließ ihn die Vereinsführung des FC Arsenal Richardson im Juni 1990 dann zum spanischen Erstligisten Real Sociedad San Sebastián ziehen.

### Über San Sebastián zu Aston Villa (1990–1995)
Gerade einmal gut ein Jahr blieb Richardson im Baskenland, wo mit John Aldridge und Dalian Atkinson noch zwei weitere Legionäre „von der Insel“ aktiv waren. Ironischerweise war es mit dem 1991 verpflichteten John Toshack dann auch ein walisischer Trainer, der sich für die Rückkehr zu einheimischen Spielern aussprach und somit heuerte Richardson, wie auch Atkinson, im August 1991 bei Aston Villa an. Dort entwickelte sich Richardson sofort zum „Dauerbrenner“ und er stand in allen 51 Pflichtspielen über die jeweils gesamte Dauer der Partie auf dem Feld. Als die Premier League dann in ihre erste Saison 1992/93 ging, spekulierten Teile der englischen Medien über Richardson als möglichen ersten Spieler, der mit drei verschiedenen Klubs die englische Meisterschaft gewinnen könnte und mit der Vizemeisterschaft verpasste dieser das persönliche „Triple“ nur knapp. Stattdessen komplettierte er im folgenden Jahr seine Trophäenkollektion um den Ligapokal, als er die „Villans“ im Endspiel als Kapitän aufs Feld führte und Manchester United mit 3:1 besiegte – im Anschluss wurde er sogar zum „Man of the Match“ im Wembley-Stadion gewählt. An dieselbe Stätte kehrte er knapp zwei Monate später zurück, als er gegen Griechenland (5:0) sein einziges A-Länderspiel für die englische Nationalmannschaft bestritt. In dem zweiten Pflichtspiel unter dem neuen Trainer Terry Venables bildete er mit Darren Anderton, David Platt, Paul Merson und später Matthew Le Tissier das Mittelfeld der „Three Lions“, aber trotz des deutlichen Siegs blieb eine weitere Berufung für den bereits 31-jährigen Debütanten danach aus. In der Saison 1994/95 fielen auch Richardsons Aktien bei Aston Villa, das sich plötzlich im Abstiegskampf befand. Als dann Brian Little den vormaligen Trainer Ron Atkinson ersetzte, folgte der fortan „Aussortierte“ im Februar 1995 seinem Mentoren Atkinson zum Erstligakonkurrenten und ebenfalls um den Klassenerhalt kämpfenden Klub Coventry City.

### Letzte Karrierestationen und Wechsel ins Trainerfach (ab 1995)
In Coventry trug Richardson mit 14 Ligaeinsätzen nicht unwesentlich zum Erreichen des ausgerufenen Ziels bei und wenngleich er fortan im fortgeschrittenen Fußballeralter an Schnelligkeit eingebüßt hatte, blieb er als Balleroberer, Passgeber und mannschaftsdienliche „Arbeitsbiene“ ein wichtiger Schlüsselspieler in der Mannschaft, die in der Saison 1995/96 ein weiteres Mal denkbar knapp dem Abstieg in die zweite Liga entkam. Während der Spielzeit 1996/97 wurde Richardson nach einer überraschenden Pokalniederlage gegen den FC Gillingham plötzlich aussortiert, aber nach einigen Partien in der Reservemannschaft kehrte er vor dem Jahresende zurück und war mitverantwortlich für das zwischenzeitliche Formhoch im Dezember 1996, das den Grundstein für den erneut sehr knappen Klassenerhalt legte. Dabei war Richardson zum Saisonende erneut häufiger zum Zuschauen verdammt, trug aber bei seinen Einwechslungen gegen den FC Southampton und Arsenal an entscheidenden Zeitpunkten weiter zum Mannschaftserfolg bei. Zu Beginn der Saison 1997/98 spielte Richardson auf wöchentlicher Vertragsbasis, vertrat dabei den verletzten Gary McAllister und empfahl sich damit für einen weiteren Wechsel zu einem Erstligisten.
Im September 1997 schloss er sich als Ersatz für den abgewanderten Jim Magilton dem FC Southampton an und mit Carlton Palmer bildete er fortan die neue Mittelfeldzentrale der „Saints“, die sich langsam aus der gefährdeten Abstiegszone in Richtung gesichertes Mittelfeld verabschiedeten. Nächster Arbeitgeber war ab Juli 1998 der Zweitligist FC Barnsley. Dort übernahm Richardson sofort das Kapitänsamt und trotz einer Knieverletzung, die ihn ab September für einige Monate außer Gefecht setzte, zog er im Mittelfeld in 33 Pflichtspielen die Fäden bei dem neuen Klub. Zu Beginn der Saison 1999/2000 sortierte ihn dann der neue Trainer Dave Bassett aus der Mannschaft aus. Er wechselte schließlich im Januar 2000 auf Leihbasis in die dritte Liga zum FC Blackpool. Dort absolvierte er 20 Meisterschaftsspiele und musste erstmals in seiner Profikarriere einen Abstieg miterleben. Anschließend beendete er seine 20-jährige aktive Laufbahn.
Direkt nach dem Ende seiner Karriere nahm Richardson seine erste Traineraufgabe im Jugendbereich des AFC Sunderland an, bevor er im Jahr 2001 Assistent von Carlton Palmer bei Stockport County wurde. Im Oktober 2004 holte ihn Mick McCarthy nach Sunderland zurück und dort arbeitete er bis November 2007 für die Reservemannschaft und später als Kotrainer für die erste Mannschaft. Zum Ende der Saison 2005/06 übernahm er für den Klub gemeinsam mit Kevin Ball zudem interimistisch die Cheftrainerrolle. Im Oktober 2009 trat er beim FC Darlington eine neue Assistentenstelle an der Seite von Steve Staunton an.

## Titel/Auszeichnungen
- Europapokal der Pokalsieger (1): 1985
- Englische Meisterschaft (2): 1985, 1989
- Englischer Pokal (1): 1984
- Englischer Ligapokal (1): 1994
- Charity Shield (1): 1984